# Lizz Wright
Lizz Wright, född 22 januari 1980 i Hahira i Georgia, är en amerikansk jazz- och rhythm and blues-sångerska och låtskrivare.
Wright föddes i den lilla staden Hahira i den amerikanska delstaten Georgia, som ett av tre barn till en frikyrkopastor och musikalisk ledare i församlingens kyrka. Hon började tidigt sjunga gospel och spela piano i kyrkan och blev också intresserad av jazz och blues.

## Soloalbum
- 2003 – Salt
- 2005 – Dreaming Wide Awake
- 2008 – The Orchard
- 2010 – Fellowship
- 2015 – Freedom & Surrender